# 麻薩諸塞州學院和大學列表
以下是麻薩諸塞州目前运营的公立和私立高等教育机构列表。
 公立 
- 麻省大学（University of Massachusetts）
  - 麻薩諸塞大學阿默斯特分校 （University of Massachusetts Amherst）
  - 麻薩諸塞大學洛厄爾分校 (University of Massachusetts Lowell)

 私立 
- 美國國際學院 (American International College)
- 安默斯特學院（Amherst College）
- 巴布森學院 （Babson College）
- 波士頓建築學院（Boston Architectural College）
- 波士頓學院（Boston College）
- 波士頓大學（Boston University）
- 布兰戴斯大学（Brandeis University）
- 克拉克大學（Clark University）
- 愛默森學院（Emerson College）
- 哈佛大學（Harvard University (Cambridge)）
- 聖十字學院 （College of the Holy Cross，Holy Cross）
- 麻省理工學院（Massachusetts Institute of Technology）
- 曼荷蓮學院 （Mount Holyoke College）
- 東北大學（Northeastern University）
- 史密斯學院 （Smith College）
- 春田学院（Springfield College）
- 萨福克大学（Suffolk University）
- 塔夫茨大學（Tufts University）
- 衛斯理學院 （Wellesley College）
- 韋頓學院 （Wheaton College）
- 威廉姆斯学院 （Williams College）
- 伍斯特理工學院 （Worcester Polytechnic Institute，WPI）

## 永久停辦
- 大西洋聯合學院 (Atlantic Union College)[1]
- 東拿撒勒學院 (Eastern Nazarene College)

## 被他校合併
- 拉德克利夫學院

## 資料來源
1. ↑  .   [2024-08-19]. （原始内容存档于2025-03-08）.